# Christa von Kuczkowski
Christa von Kuczkowski est une patineuse artistique et entraîneur allemande et italienne.
D'origine allemande, elle épouse le patineur italien Carlo Fassi. Elle devient Christa Fassi et championne d'Italie de la catégorie féminine en 1961.

## Biographie

### Carrière sportive
Christa von Kuczkowski est une patineuse allemande lorsqu'elle s'entraîne à Cortina d'Ampezzo auprès de Carlo Fassi. Lorsqu’ils se marient en 1960, Christa von Kuczkowski obtient la nationalité italienne. L'année suivante, elle devient championne nationale de son nouveau pays.
Ce sacre national lui permet de participer aux championnats d'Europe de janvier 1961 à Berlin-Ouest où elle se classe 14e. En revanche, elle ne peut se présenter aux championnats du monde prévus à Prague qui ont été annulés par l'ISU à la suite de la catastrophe aérienne du vol 548 Sabena qui a tué toute l'équipe américaine de patinage artistique.
À la suite de cette catastrophe, Carlo Fassi déménage aux États-Unis pour remplacer certains entraîneurs décédés dans la catastrophe aérienne. Christa von Kuczkowski suit son époux et arrête sa carrière amateur.

### Reconversion
Elle seconde son époux aux entraînements dans les différents lieux où il officie: la "Broadmoor Arena" à Colorado Springs, à Denver, et au "Ice Castle" à Lake Arrowhead en Californie. Parmi leurs élèves les plus connus, on peut citer : Peggy Fleming, Dorothy Hamill, John Curry, Robin Cousins, Jill Trenary, Scott Hamilton et Paul Wylie.
C'est la mort de Carlo Fassi le 20 mars 1997 lors des championnats du monde de 1997 à Lausanne qui met fin à cette collaboration de plus de 35 ans (1961 à 1997).

## Palmarès
| Jeux olympiques d'hiver |     |  |  |  |  |  |  |  |  |  |  |  |  |  |
| Championnats du monde   | CA  |  |  |  |  |  |  |  |  |  |  |  |  |  |
| Championnats d’Europe   | 14e |  |  |  |  |  |  |  |  |  |  |  |  |  |
| Championnats d'Italie   | 1re |  |  |  |  |  |  |  |  |  |  |  |  |  |
|                         |     |  |  |  |  |  |  |  |  |  |  |  |  |  |